# Volkmar Zschocke

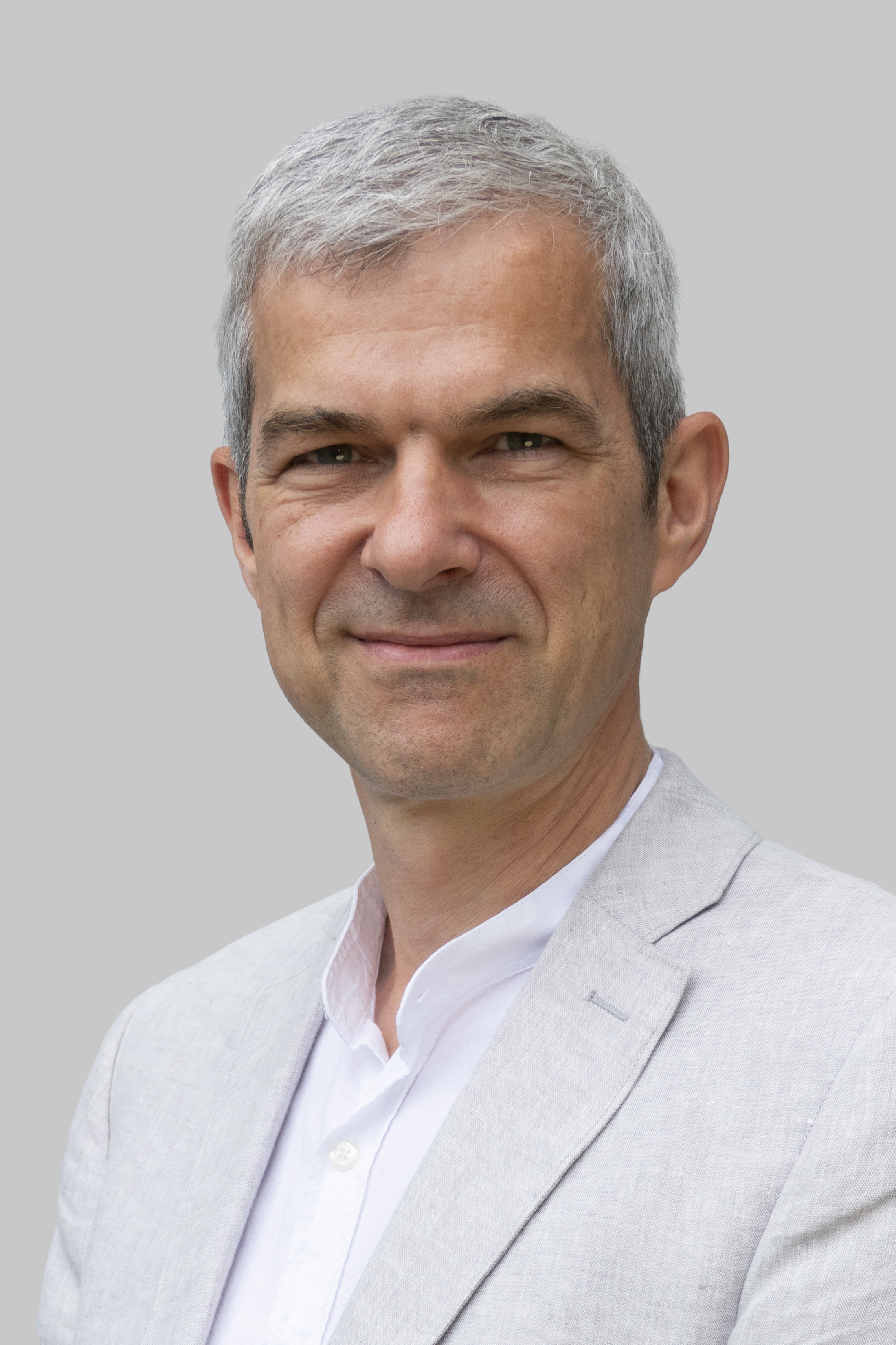
Volkmar Zschocke (September 2019)

Mathias Volkmar Zschocke (* 19. Januar 1969 in Karl-Marx-Stadt) ist ein deutscher Politiker (Bündnis 90/Die Grünen). Von 2010 bis 2014 war er Landesvorstandssprecher von Bündnis 90/Die Grünen in Sachsen und von 2014 bis 2018 Fraktionsvorsitzender im Sächsischen Landtag.

## Leben und Beruf
Zschocke absolvierte von 1985 bis 1988 eine Facharbeiterausbildung zum Werkzeugmacher. Anschließend arbeitete er ein Jahr in der Jugendarbeit der Stadtmission und 1990 als Geschäftsführer des Vereins Selbsthilfe Wohnprojekt Further Straße e. V. Ab 1991 war er als Sozialarbeiter in der Straffälligenhilfe der Arbeiterwohlfahrt Chemnitz tätig und absolvierte von 1993 bis 1996 ein berufsbegleitendes Diplomstudium der Sozialpädagogik an der evangelischen Fachhochschule Dresden. Seine Arbeit als Sozialarbeiter stellte er ein, als er 1999 Geschäftsführer der Fraktion Bündnis 90/Die Grünen im Chemnitzer Stadtrat wurde, welche Funktion er bis 2004 ausübte. Anschließend war er ein halbes Jahr lang Mitarbeiter des Landesjugendamtes in Sachsen, bevor er 2005 Mitarbeiter des sächsischen Landtagsabgeordneten Johannes Lichdi wurde.
Zschocke hat zwei Kinder (davon eines mit der mittlerweile von ihm geschiedenen Annekathrin Giegengack). Er ist evangelisch und lebt in Chemnitz.

## Politik
Zschocke war von 1991 bis 1994 Kreisrat im Landkreis Chemnitz. Anschließend war er fünf Jahre lang von 1994 bis 1999 Stadtrat von Chemnitz, in welchem Gremium er von 2004 bis März 2010 erneut vertreten war. Seit 1996 gehört er dem Kreisvorstand Chemnitz seiner Partei an. Bei der Landtagswahl in Sachsen 2009 verpasste er sowohl auf Listenplatz 20 der Landesliste als auch als Direktkandidat im Wahlkreis Chemnitz 2 den Einzug in den Sächsischen Landtag. Am 16. Januar 2010 wurde er zum Landesvorstandssprecher von Bündnis 90/Die Grünen in Sachsen gewählt, welches Parteiamt er bis Dezember 2014 innebehielt. Bei der Oberbürgermeisterwahl in Chemnitz am 16. Juni 2013, bei der keiner der Kandidaten die absolute Mehrheit erlangen konnte, erreichte er 9,53 % der Stimmen. Bei der notwendigen Neuwahl, bei der Barbara Ludwig (SPD) im Amt bestätigt wurde, verzichtete er auf eine erneute Kandidatur.
Auf der Landesdelegiertenkonferenz (LDK) im März 2014 wurde er zusammen mit Antje Hermenau zum Spitzenkandidaten im Landtagswahlkampf 2014 gewählt, bei dem ihm auf Listenplatz 2 der Einzug in den Sächsischen Landtag gelang. Am 16. September 2014 wurde er von der Landtagsfraktion der Grünen zum Fraktionsvorsitzenden für die 6. Wahlperiode gewählt. Die Fraktion bestimmte am 23. Mai 2018 Wolfram Günther zu seinem Nachfolger. In Hinblick auf die Landtagswahl 2019 sollte so das umweltpolitische Profil der Partei geschärft werden. Bei der Landtagswahl 2019 zog Zschocke über die Landesliste erneut in den Landtag ein. Im September 2020 kandidierte er erneut erfolglos als Oberbürgermeister von Chemnitz. 2024 schied er aus dem Landtag aus. Bei der Landtagswahl 2024 verfehlte er den Wiedereinzug in den Landtag.

## Weblinks

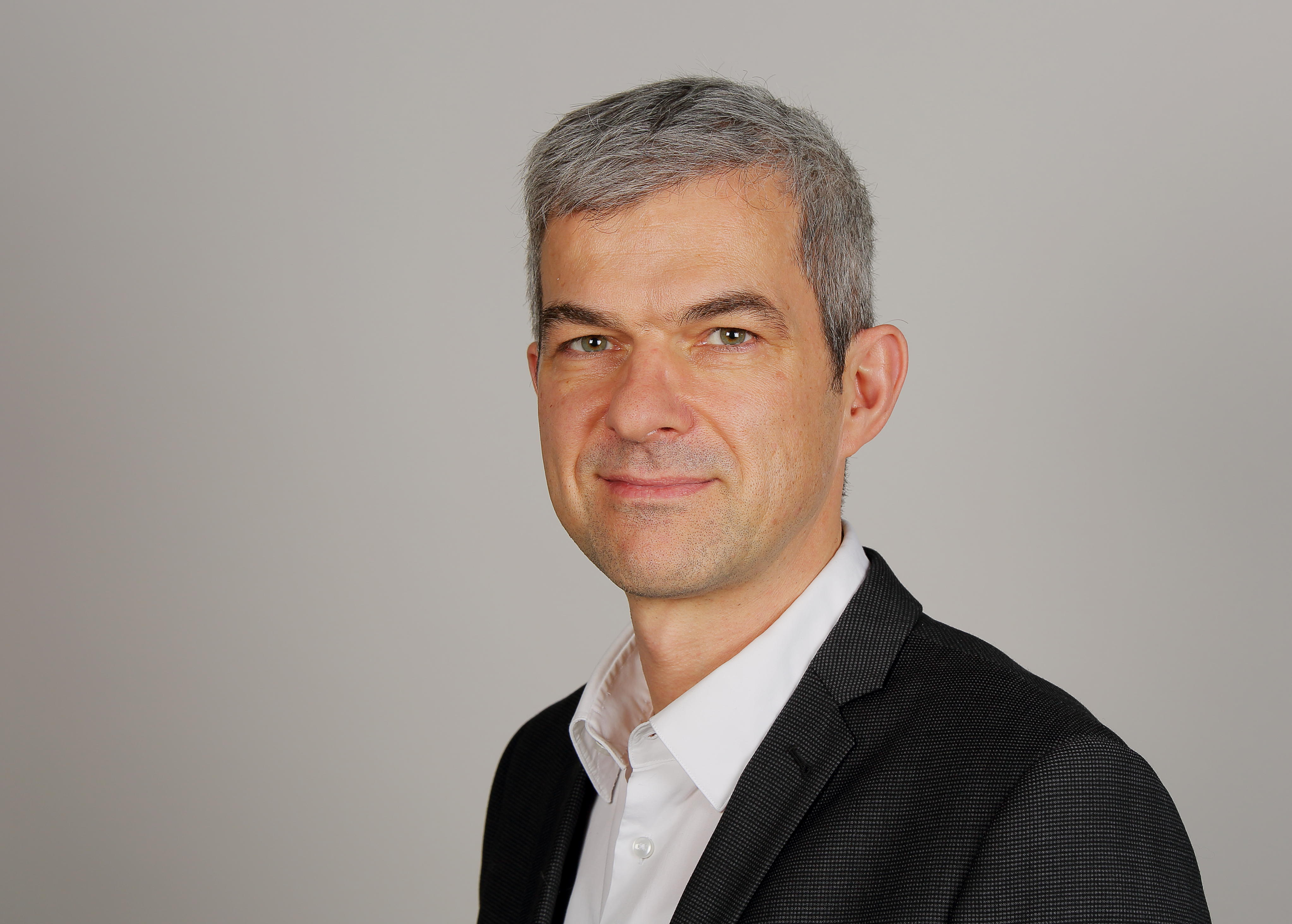
Volkmar Zschocke 2016

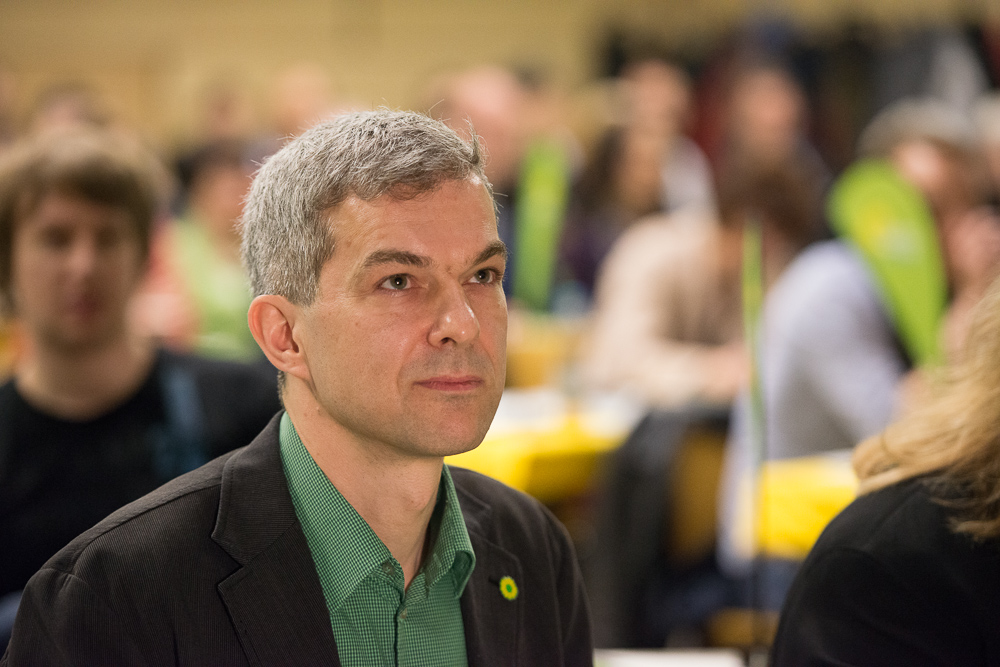
Volkmar Zschocke auf der LDK im März 2014

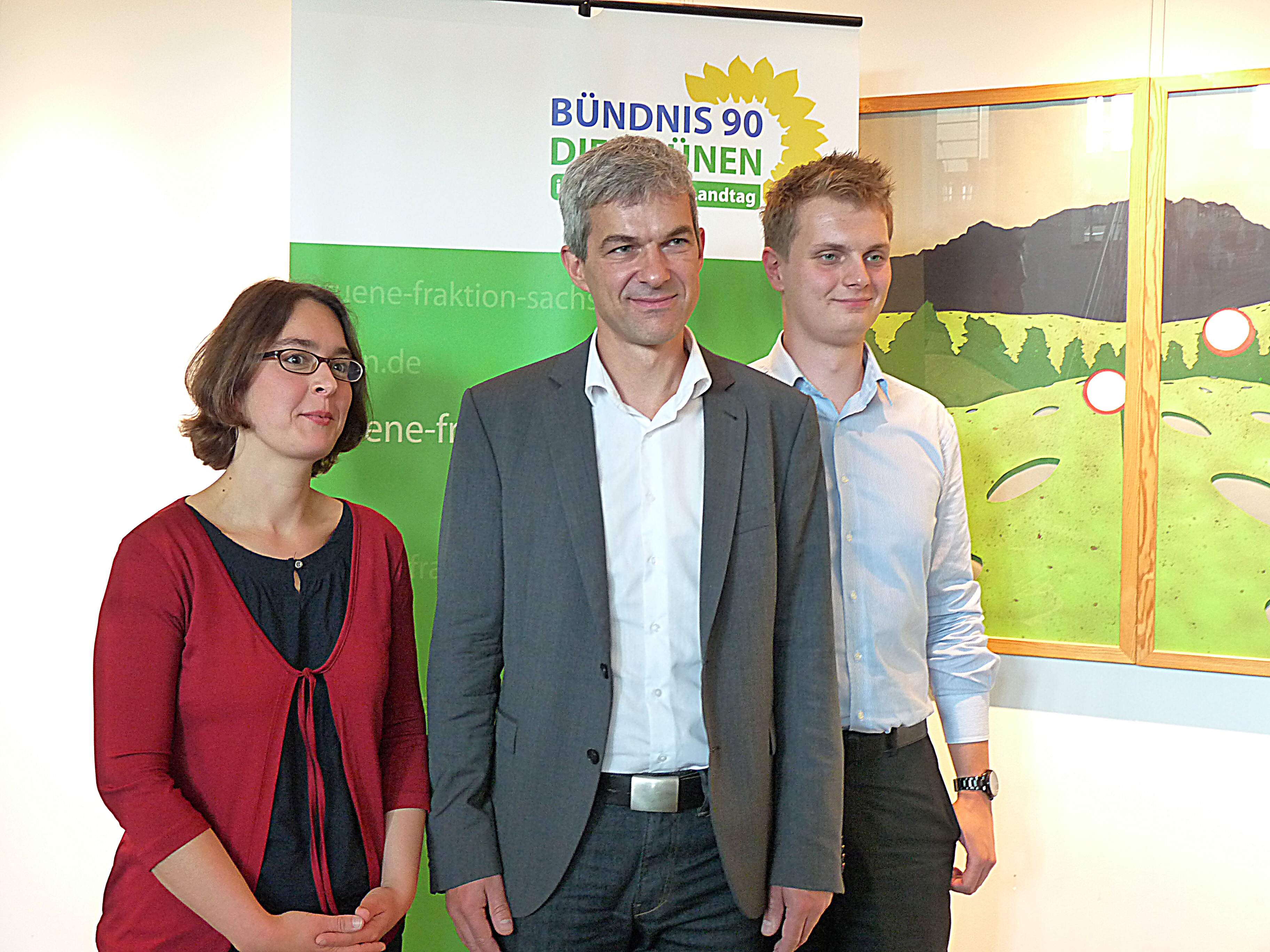
Volkmar Zschocke (Mitte) neben Claudia Maicher und Valentin Lippmann.